# Lukáš Bundil
Lukáš Bundil (* 18. července 1986 Aš) je český kytarista ve skupině Slza. Společně s Petrem Lexou vytvořili znělku k televiznímu seriálu Přístav.

## Život
Lukáš Bundil se narodil roku 1986 ve městě Aš, po střední škole se odstěhoval do Prahy. Byl členem hudební skupiny Xindl X. Už od malička se učil hrát na kytaru. Učil se u kytaristů Zdeňka Fišera a Standy Jelínka. Své zkušenosti s hrou na kytaru předává dál, dnes se věnuje výuce hry na kytaru.